# Piotr Pobłocki
Piotr Pobłocki (ur. 24 lipca 1965 w Kościerzynie) – polski lekkoatleta specjalizujący się biegach długich, mistrz Polski.

## Kariera sportowa
Był zawodnikiem Gryfa Słupsk, gdzie jego trenerem był Janusz Rolbiecki, następnie występował w barwach LKB Lębork, Browaru Schöller Namysłów, Tucholanki Tuchola i UKS Ekonomik-Maratończyk Lębork.
Na mistrzostwach Polski seniorów wywalczył trzy medale, w tym złoty w maratonie w 1999 (wygrywając maraton we Wrocławiu), srebrny w półmaratonie w 1993 i srebrny w maratonie w 2000. W 1993 i 1998 zwyciężył w maratonie w Lęborku, w 1994 w maratonie w Enschede, w 1995 w Maratonie Solidarności w Gdańsku, w 1998 w maratonie w Lublanie, w 2000 w maratonie w Dębnie.
Jest wielokrotnym medalistą zawodów masters, w 2012 został wicemistrzem Europy w biegu na 10 000 m, a w biegu na 5000 metrów zdobył brązowy medal (kat. 45 lat) na halowych mistrzostwach Europy w 2015 zdobył srebrny medal w biegu na 3000 metrów (kat. 45 lat). W 2019 został halowym mistrzem świata weteranów w biegu półmaratońskim drużynowo, a indywidualnie zajął drugie miejsce w biegu na 10 km i w biegu półmaratońskim (kategoria 50 lat).
Był radnym Rady Miejskiej w Lęborku w kadencji 2014-2018.
Jego zięciem jest lekkoatleta, Emil Dobrowolski, medalistką młodzieżowych mistrzostw Polski była jego córka, Kamila Pobłocka.
Rekordy życiowe:
- 3000 m: 8:02,92 (28.05.1988)
- 5000 m: 13:59,93 (5.08.1993)
- 10000 m: 29:18,16 (24.08.1991)
- półmaraton: 1:03:54 (15.08.1994)
- maraton: 2:13:01 (5.06.1994)